# Xiphasia setifer
El blenio cola-melena (Xiphasia setifer) es una especie de pez de la familia Blenniidae en el orden de los Perciformes.

## Morfología
Los machos pueden llegar alcanzar los 53 cm de longitud total.

## Reproducción
Es ovíparo.

## Hábitat
Es un pez de mar y de clima tropical que vive entre 2-1190 m de profundidad.

## Distribución geográfica
Se encuentra desde el Mar Rojo hasta Sudáfrica, Vanuatu, el sur del Japón y Australia.